# Mecocerus
Mecocerus är ett släkte av skalbaggar. Mecocerus ingår i familjen plattnosbaggar.

## Dottertaxa tillMecocerus, i alfabetisk ordning[1]
- Mecocerus albiceps
- Mecocerus allectus
- Mecocerus annulipes
- Mecocerus asmenus
- Mecocerus assimilis
- Mecocerus ater
- Mecocerus atratus
- Mecocerus atroapterus
- Mecocerus audouini
- Mecocerus balteatus
- Mecocerus barombinus
- Mecocerus basalis
- Mecocerus basilanus
- Mecocerus brevipennis
- Mecocerus brunnescens
- Mecocerus callosus
- Mecocerus caudatus
- Mecocerus ceramboides
- Mecocerus clathratus
- Mecocerus comes
- Mecocerus demissus
- Mecocerus disparipes
- Mecocerus ditholus
- Mecocerus dolosus
- Mecocerus elegans
- Mecocerus fasciatus
- Mecocerus fasciculatus
- Mecocerus fastigiatus
- Mecocerus fuscoplagiatus
- Mecocerus gazella
- Mecocerus geniculatus
- Mecocerus gibbifer
- Mecocerus gibbosus
- Mecocerus goertzensis
- Mecocerus gratus
- Mecocerus guttatus
- Mecocerus hauseri
- Mecocerus hedybius
- Mecocerus imitator
- Mecocerus indochinensis
- Mecocerus inermis
- Mecocerus inops
- Mecocerus inornatus
- Mecocerus laesifasciatus
- Mecocerus laevigatus
- Mecocerus lituratus
- Mecocerus longicornis
- Mecocerus lujai
- Mecocerus lutosus
- Mecocerus maculatus
- Mecocerus mamillatus
- Mecocerus mastrich
- Mecocerus mechowi
- Mecocerus mniszechi
- Mecocerus modestus
- Mecocerus moestificus
- Mecocerus nigrotesselatus
- Mecocerus nigrotesseliatus
- Mecocerus oculatus
- Mecocerus orbicularis
- Mecocerus paralius
- Mecocerus pendleburyi
- Mecocerus philippinensis
- Mecocerus phloeodes
- Mecocerus planatus
- Mecocerus principalis
- Mecocerus rhombeus
- Mecocerus sexplagiatus
- Mecocerus simulator
- Mecocerus sumatranus
- Mecocerus tenebricosus
- Mecocerus tigrinus
- Mecocerus tuberifer
- Mecocerus wallacei
- Mecocerus vestitus